# نئولا (آیووا)
نئولا (به انگلیسی: Neola) شهری در ایالت آیووا کشور ایالات متحده آمریکا است که جمعیت آن در سرشماری سال ۲۰۱۰ میلادی، ۸۴۲ نفر بوده‌است.